# Місія неможлива: Фолаут
«Місія неможлива: Фолаут» (англ. Mission: Impossible – Fallout) — американський шпигунський бойовик 2018 року, знятий Крістофером Маккворрі. Продовження фільму «Місія неможлива: Нація ізгоїв» (2015) та шоста частина в серії фільмів «Місія неможлива».
Прем'єра стрічки в США відбулася 27 липня 2018 року. В український широкий прокат фільм вийшов 26 липня того ж року.

## Сюжет
За 2 роки після затримання терориста Соломона Лейна, залишки його організації «Синдикат» сформували екстремістську групу «Апостоли». IMF передає агентові Ітану Ганту відомості, що «Апостоли» добули викрадені з російського ядерного полігону три плутонієвих ядра. Їх найняв таємничий Джон Ларк аби встановити новий світовий порядок, підірвавши три портативні атомні бомби. Аби завадити їх використанню, Ітана Ганта посилають до Берліна. Саме там «Апостоли» збираються продати плутоній Джону Ларку. Гант об'єднується з Бенджі Данном і Лютером Стікелом, видаючи себе за посередника. Але операція зривається, злочинці викривають обман і беруть Лютера в заручники. Рятуючи його, Гант втрачає плутоній, «Апостоли» тікають з ядрами в невідомому напрямку. IMF вдається затримати фізика-ядерника Нільса Дельбрука, який створив для терористів бомби. Коли той перебуває в лікарні, Гант і Лютер намагаються переконати його розшифрувати креслення бомб. В цей час по телевізору показують, що терористи здійснили вибухи у Ватикані, Єрусалимі й Мецці. Фізик дає код від креслень, думаючи, що вони вже не мають сенсу. Та все це виявляється хитрістю IMF — йому показали підроблені новини, а насправді вибухи ще тільки можуть статись.
Керівник IMF Алан Ганлі дорікає Ітану, що тепер через нього весь світ у небезпеці. Ітана з його командою відправляють розшукати бомби під наглядом агента Августа Вокера. Август та Ітан летять у Париж, де в нічному клубі Ларк і «Апостоли» повинні зустрітись за участю посередника — торговки зброєю «Білої вдови». Стрибнувши з парашутом з літака над Парижем, Ітан і Август потрапляють в грозу. Август втрачає балон з киснем і непритомніє. Ітан отямив його й обоє приземляються на дах клубу. План полягає в тому, щоб приспати Ларка ін'єкцією, виготовити його маску і тоді видати Ітана за Ларка. Гант стикається з Ларком в туалеті, але той виявляється неочікувано сильним бійцем та мало не вбиває обох агентів. Несподівано з'являється агент Мі-6 Ільза Фауст і застрелює Ларка. Маска тепер вийде спотворена, тож Ітан вирішує піти без неї. Йому вдається розшукати Білу вдову, яка виявляється донькою «Макс» із першого фільму. Обох переслідують найманці «Апостолів», коли стає зрозуміло, що справжній Ларк мертвий. У сутичці частину переслідувачів вдається знищити. Біла вдова обіцяє віддати плутоній, якщо «Ларк» доведе свою лояльність. Август тим часом підозрює, що посланий на зустріч Ларк був підставною особою, а Гант — це і є справжній Ларк.
Біла вдова доручає звільнити Соломона Лейна, коли його везтиме по Парижу озброєний конвой. Авто з Лейном скидають у річку, звідки його виловлює Бенджі. Відволікаючи увагу, Ітан тікає через вулиці міста, поки Бенджі й Лютер не забирають його в дренажних тунелях. За успіх операції Ітану призначено одну з плутонієвих сфер. Однак виявляється, що справжній Ларк все ще живий та підсовує ЦРУ наклеп проти Ітана. Керівник IMF Алан Ганлі наказує перервати місію. Гант же вважає, що в ЦРУ є зрадник, який хоче зірвати обмін Лейна на плутоній, перехопити терориста та знову зробити його лідером «Апостолів». Тому він вирішує самовільно продовжити операцію, привівши на обмін Бенджі в масці Лейна.
Не знаючи про підміну, Август розповідає лже-Лейну про те, що отриманий в обмін плутоній забере сам Август. Тоді глава ЦРУ Еріка Слоун посилає загін затримати злочинців. Під час перестрілки Лейн тікає, а Вокер вбиває Алана. Стає зрозуміло, що під іменем Августа ховається Ларк, метою котрого є визволити Лейна аби той організував теракти з використанням атомних бомб. Слідуючи за Августом, Ітан майже наздоганяє його, але зрадника забирає гелікоптер.
Ларк із Лейном прямують в Кашмір, де вибухи бомб заразять радіацією льодовик — джерело прісної води для третини людства. Там розгорнуто табір для лікування епідемії, раніше влаштованої Лейном. Медичне обладнання не дозволяє знайти бомби, що можуть бути заховані будь-де. Там же перебуває колишня дружина Ітана, Джулія, з її новим чоловіком Еріком. З'ясовується, що бомби мають механізм, який автоматично підірве їх при спробі знешкодити. Єдиний спосіб завадити вибуху — це вийняти запал у мить натиснення радіодетонатора вже після того, як почнеться зворотний відлік. Одну з бомб відвозить на гелікоптері Ларк, друга виявляється схована в радіовежі. Соломон, Бенджі та Ільза беруться за пошуки третьої.
Ітану вдається залізти в гелікоптер і після довгої погоні протаранити гелікоптер Ларка. Обоє падають на краю урвища, де починають боротьбу за радіодетонатор. Тим часом Ільза виявляє останню бомбу в будинку, де на неї нападає Лейн. Лиходій зв'язує Ільзу, а прибулого на допомогу Бенджі душить зашморгом. Але Ільзі вдається звільнитись, врятувати Бенджі та зв'язати самого Лейна. Ларк зривається в урвище й тягне за собою Ітана, обоє повисають на мотузці. За мить перед вибухом Ітан скидає Ларка та натискає детонатор. Лютер, Бенджі та Ільза встигають одночасно знешкодити бомби.
Соломон Лейн опиняється в руках правосуддя, Біла вдова передає його Мі-6. Ітан лишається в таборі, де його лікує Джулія. Лютер з Бенджі запитують наскільки критичний його стан. Джулія відповідає «як завжди», на що Ітан говорить не смішити його (адже в нього зламані ребра).

## У ролях
| Актор            | Роль                                            |
| ---------------- | ----------------------------------------------- |
| Том Круз         | Ітан Гант                                       |
| Ребекка Фергюсон | британський агент Ільза Фауст                   |
| Генрі Кавілл     | Август Волкер                                   |
| Саймон Пегг      | Бенджі Данн                                     |
| Ванесса Кірбі    | Аланна Міцополіс (Біла вдова)                   |
| Алек Болдвін     | командир загону "Місія Нездійсненна" Алан Ганлі |
| Вінг Реймс       | Лютер Стікелл                                   |
| Шон Гарріс       | Соломон Лейн                                    |
| Анджела Бассетт  | директорка ЦРУ Еріка Слоун                      |
| Мішель Монаган   | Джулія Мід                                      |
| Веслі Бентлі     | Ерік                                            |
| Вольф Блітцер    | у ролі самого себе                              |